# كارلوس تاكم
كارلوس تاكم (بالفرنسية: Carlos Takam) مواليد 6 ديسمبر 1980 في دوالا، الكاميرون، هو ملاكم كاميروني يصنف ضمن فئة الوزن الثقيل. شارك في دورة الألعاب الأولمبية الصيفية سنة 2004. حقق الميدالية البرونزية في ألعاب عموم أفريقيا 2003.

## المسيرة الاحترافية
من نزالاته:
- انتصر على مايكل سبروت بالضربة القاضية (13-06-2015).
- خسر أمام ألكسندر بوفيتكين بالضربة القاضية (24-10-2014).
- انتصر على مايكل غرانت بالضربة الفنية القاضية (24-05-2013).

## إحصائيات
خاض خلال مسيرته 47 نزالا، فاز في 39 وتعادل في 1 وخسر في 7. فاز بالضربة القاضية في 28 نزالا.

## الميداليات
| الميدالية | المسابقة                |
| --------- | ----------------------- |
| برونزية   | ألعاب عموم أفريقيا 2003 |

## روابط خارجية
- كارلوس تاكم على موقع بوكس ريك (الإنجليزية) (registration required)
- كارلوس تاكم على موقع اللجنة الأولمبية الدولية (الإنجليزية)
- كارلوس تاكم على موقع أوليمبيديا (الإنجليزية)